# Nectopsyche argentata
Nectopsyche argentata là một loài Trichoptera trong họ Leptoceridae. Chúng phân bố ở vùng Tân nhiệt đới.